# Іран на Чемпіонаті світу з водних видів спорту 2015
Іран взяв участь у Чемпіонаті світу з водних видів спорту 2015, який пройшов у Казані (Росія) від 24 липня до 9 серпня.

## Плавання
Іранські плавці виконали кваліфікаційні нормативи в дисциплінах, які наведено в таблиці (не більш як 2 плавці на одну дисципліну за часом нормативу A, і не більш як 1 плавець на одну дисципліну за часом нормативу B):
Чоловіки
| Спортсмен         | Дисципліна     | Попередній заплив | Попередній заплив | Півфінал        | Півфінал        | Фінал           | Фінал           |
| Спортсмен         | Дисципліна     | Час               | Місце             | Час             | Місце           | Час             | Місце           |
| ----------------- | -------------- | ----------------- | ----------------- | --------------- | --------------- | --------------- | --------------- |
| Джамаль Чавошіфар | 50 м на спині  | 26.53             | 42                | Завершив виступ | Завершив виступ | Завершив виступ | Завершив виступ |
| Джамаль Чавошіфар | 100 м на спині | 58.75             | 52                | Завершив виступ | Завершив виступ | Завершив виступ | Завершив виступ |
| Ар'я Насімі       | 100 м брасом   | 1:05.86           | 59                | Завершив виступ | Завершив виступ | Завершив виступ | Завершив виступ |
| Ар'я Насімі       | 200 м брасом   | 2:20.22           | 46                | Завершив виступ | Завершив виступ | Завершив виступ | Завершив виступ |